# 斯維亞托斯拉夫·舍夫丘克
斯維亞托斯拉夫·尤里約維奇·舍夫丘克（羅馬化：Sviatoslav Yuriiovich Shevchuk；1970年5月5日—），烏克蘭主教，出生于利維夫州斯特雷，自2011年3月25日起担任乌克兰希腊礼天主教会大总主教，并担任东方天主教会的领导者。2002年至2005年在大总主教卢博米尔·胡萨尔的书记处工作。2022年11月7日，教宗方濟各前往乌克兰会见舍夫丘克，舍夫丘克赠送了方濟各一块来自被俄罗斯摧毁的一座教堂的地雷弹片。